# Drets humans a Andorra
Els drets humans a Andorra no han estat històricament una prioritat destacada del país. Andorra no ha estat mai un estat capdavanter en aquest àmbit, i el dret de vot ha estat especialment limitat al llarg de la seva trajectòria històrica. Tot i que es va autoritzar el sufragi universal masculí als anys 1930, aquesta mesura no es va aplicar efectivament fins després de la Segona Guerra Mundial.
Històricament no hi ha hagut mai separació entre Església i Estat. Malgrat una legislació moderna des del 1993, la separació entre Església i Estat continua plantejant problemes. Un dels caps d'estat, el copríncep episcopal, ha volgut impedir els ciutadans de divorciar-se, els homosexuals de casar-se i les dones d'avortar. Tot i així, el cap d'estat francès, n'ha condecorat l'actitud amb l'entrega de la insígnia de la Legió d'Honor.
Al país s'hi continua prohibint l'avortament.
La lliure expressió tampoc no ha estat autoritzada. Abans del 1933, la lliure reunió, la transparència parlamentària, la lliure circulació de premsa, entre més, han fet objecte d'entrebancs. Després d'això, la lliure circulació de premsa tampoc no ha millorat. No és fins a l'any 1993 que la Constitució garanteix aquest dret, a la pràctica qüestionat per Reporters Sense Frontera.
El dret sindical ha estat perseguit des de l'entreguerres. No és fins a l'any 1993 que Andorra autoritza l'activitat sindical.

## Actuació governamental i parlamentària

### Drets dels immigrants
Andorra ha estat denunciada per la seva normativa sobre revisions mèdiques perquè exclou immigrants per alcoholisme, toxicomanies, malaltia mental, la hepatitis, la sordesa o la sida. La prostitució hi és il·legal. El Comitè de Drets Socials Europeu ha alertat en més d'un informe de la violació de drets dels infants, dels discapacitats, d'estereotips racistes, de no combatre la prostitució i pornografia infantil. Estima igualment que el sou mínim no arriba als nivells de supervivència i posa dubtes sobre les condicions de vida en l'habitatge.
El govern andorrà refusa donar el dret a vot a residents que portin menys de 20 anys al país. Els coprínceps tampoc no hi donen suport. Legalment aquesta situació exclou el 70% de la població de la política andorrana. Una elit governa el país amb menys de 30.000 vots i únicament 28 parlamentaris.

### Drets sindicals
L'acció sindical es va legalitzar l'any 1993.
Els sindicats andorrans es queixen de manca de lleis efectives que permetin la no represàlia per part patronal. Es queixen de falta d'un marc legal que permeti realment al sindicat de mobilitzar-se. Denuncien igualment que la manifestació espontània com a forma de protesta està prohibida. Tampoc no componen amb la disproporció que existeix en drets laborals entre treballadors privats i públics.
Els coprínceps mai no han promogut una actitud positiva de cara a la legalització, lliure expressió i moviment dels sindicats.

### Drets de la dona i LGBTi
El país autoritza el sufragi femení als anys 1970.
L'avortament hi és il·legal en tots els supòsits. El govern andorrà ha perseguit en justícia a l'associació Stop Violències i, més concretament la seva portantveu, Vanessa Mendoza, per haver defensat i denunciat davant de l'ONU el mancament a la protecció de la dona en casos d'avortament.
L'executiu andorrà no ratifica totes les convencions que signa a nivell internacional, de manera que la Carta Social Europea no és vigent al país.
No existeix separació entre Església i Estat.
El matrimoni entre persones del mateix sexe fe objecte d'una unió estable de parella l'any 2005.
Des del 2014 que el matrimoni gai és legal.
Des del 2010 els homosexuals poden donar sang.
D'ençà l'arribada al poder de la formació política de dreta Demòcrates per Andorra, Reporters Sense Fronteres rebaixa a cada any la notació d'Andorra en relació a la lliure premsa. Andorra se situa en el 73è lloc en lliure premsa, havent caigut fins a 40 posicions de la notació inicial. El país es troba al costat d'Hongria, Kossove, el Congo, Malta o Nepal. Els seus veïns més propers, Espanya i França, es troben al 30è i 21è llocs. Reporters Sense Fronteres denuncien que les grans empreses del país, el sector financer i el govern andorrà continuen exercint censura.

### Dret a expressió
El partit polític Podem (esquerra) no va poder establir-se a Andorra per prohibició explícita de l'executiu.
Mitjançant la Llei 30/2014 del 27 de novembre, qualificada de protecció civil als drets a la intimitat, a l’honor i a la pròpia imatge, el Govern d'Andorra ha perseguit activistes i periodistes per les seves idees i feina. El diari Més Andorra publicà un número totalment en blanc l'any 2014 com a protesta. Reporters Sense Fronteres i el mateix mitjà d'informació denuncien que la Llei serveix a la pràctica per a callar les veus dissidents.
Gairebé totes les capçaleres del país són de dretes. La premsa d'esquerra no existeix. L'únic diari operatiu d'esquerres té seu a Catalunya. El mateix govern posseeix accions majoritàries a la capçalera referència, el Diari d'Andorra. RTVA ha estat assenyalada més d'un cop per un ús partidista de la televisió pública.
En contrapartida, el país té accés no restringit a la premsa francesa, catalana, espanyola i andorrana. Pot accedir de franc als canals de televisió hispànics, catalans, francesos i portuguesos, per bé que el darrer en versió internacional. Accedeix igualment a la CNN i BBC News a les seves versions europees.
D'altra banda, el govern andorrà fa negocis amb dictadures com ara la Xina, els Emirats Units o Rússia. Finalment, membres del govern andorrà han participat en el tràfic de diamants de Libèria, sense que la causa derivés en sanció judicial.

## Actuació dels caps d'estat
Malgrat les reiterades evidències de vulneració de drets humans, els caps d'Estat andorrans, el bisbe de la Seu d'Urgell, representant del Vaticà i, d'altra banda, el president de la República Francesa, no han actuat contra l'executiu andorrà. Ans al contrari, el Vaticà impedeix el matrimoni homosexual i la República Francesa no permet l'avortament i afegeix que "Andorra és una democràcia exemplar".
El cap d'estat de banda francesa negocia armes a canvi de petroli amb l'Aràbia Saudita. També fa negocis amb règims comunistes com ara la Xina.
El cap d'estat francès no garanteix la protecció del català a Andorra i fora d'aquesta. D'ençà que governa el partit polític Demòcrates per Andorra, el català no està protegit. El govern és acusat de no aplicar la Llei.
El govern d'Andorra ha contribuït a perseguir els comptes financers de dissidents polítics catalans amb afany ideològic i sense fer respectar la pròpia sobirania. Cap partit de l'oposició ha portat el govern als tribunals. L'afer en qüestió demostra manca de separació de poders.